# جان دوسی
جان دوسی (انگلیسی: John Ducey؛ زادهٔ ۲۱ ژانویهٔ ۱۹۶۹) هنرپیشه اهل ایالات متحده آمریکا است.
از فیلم‌ها یا برنامه‌های تلویزیونی که وی در آن نقش داشته‌است می‌توان به تأثیر عمیق، جوناس اشاره کرد.